# IS-DOS
iS-DOS — операционная система для российских ZX Spectrum-совместимых бытовых компьютеров. Разработана в начале 1990-х (1990-92) годов фирмой Iskra Soft из Ленинграда. Поддерживает гибкие диски (двухсторонние, с двойной плотностью записи), жёсткие диски, CD-ROM-приводы.
Система была разработана в качестве альтернативы стандартной для русских клонов ZX Spectrum дисковой системы TR-DOS. Основными недостатками TR-DOS являлись отсутствие подкаталогов (впоследствии обойдённое файл-менеджером TRDN), ограничение на количество файлов на диске (не более 128), ограничение на длину одного файла в 64 КБ (впоследствии снятое благодаря стандарту на файлы-сателлиты), также присутствовал и ряд других.
При разработке iS-DOS использовалась идеология MS-DOS, и перечисленные выше ограничения отсутствовали. Помимо этого, присутствовала встроенная на уровне системы файловая двухпанельная оболочка, подобная Norton Commander, а также набор необходимого для работы программного обеспечения. Однако, система была несовместима с TR-DOS, и не позволяла запускать адаптированные под TR-DOS программы — для этого требовалась их серьёзная переделка.
Для iS-DOS было написано и адаптировано некоторое количество программного обеспечения. Так как архитектура системы предусматривала возможность создания драйверов устройств, существовала поддержка любых типов расширенной памяти, различных внешних устройств, и IDE-контроллеров (для работы с жёсткими дисками).
Недостатками iS-DOS являются:
- невозможность смены файловой системы, следствием чего является ограниченный размер раздела (16 МБ) и непрозрачная поддержка CD-ROM;
- ограниченный объём нижней памяти (не страничной), доступной для программ пользователя;
- отсутствие интерфейса управления верхней памятью (исправлено в TASiS).

Фирма-разработчик, начав с продаж линолеума в 1993 г., а позже отделочных материалов, стала одним из лидеров в данном сегменте , а затем обанкротилась в 2011 году .

## Версии
iS-DOS’99 Classic — версия, работающая на любом ZX Spectrum, так как в любом случае использует только 48 кБ RAM.
iS-DOS’99 Chic — отличается от iS-DOS’99 Classic тем, что при загрузке в память компьютера отключает ПЗУ Бейсика-48 и размещает в «теневом» ОЗУ ядро операционной системы. Это удваивает размер транзитной области (с 8-15 Кб до 20-27 кБ). Работает только на ZX Spectrum, позволяющих разместить ОЗУ по адресу 0, то есть: KAY-256/1024, SCORPION ZS 256 (вариант Chic ZS), PROFI и их аналогах). Дополнительная память (практически любого адресуемого компьютером объёма) может использоваться как электронный диск.
iS-DOS’2000 — появляются расширения для каталогов и драйверы контроллера SMUC (для поддержки винчестера) в Scorpion ZS.
TASiS — современная версия, разработанная группой NedoPC для компьютеров ATM Turbo 2+ в 2006 году. Она поддерживает текстовый режим и верхнюю память этих компьютеров. Основана на iS-DOS Chic. Также, с помощью специальной прошивки ПЗУ — xBIOS, — решена проблема совместимости с программами для TR-DOS. xBIOS содержит vTR-DOS — программу, имитирующую работу TR-DOS на уровне вызовов системы и работающей с образом дискеты, загружаемым в расширенную память компьютера. В 2019 году система адаптирована к ZX-Evolution.

## Программное обеспечение

### Базовое
iS-DOS ASSEMBLER v2.3 + Disassembler + Debugger v1.1 — так называемый комплект «три-в-одном». Поддерживает сборку из нескольких объектных модулей и ассемблирование только изменённых файлов. Монитор-отладчик помогает запускать, тестировать и отлаживать создаваемые программы как в режиме реального времени, так и при пошаговой трассировке или с использованием точек останова.
iS-DOS FORTH — реализация языка Форт, набор модулей-инструментов для создания программ и документация «методология программирования». Причина создания: быстрый, компактный и мобильный, так как реализован почти на всех 8-битных компьютерах.
СУБД «DATALOG» — позволяет создать на диске (электронный диск, дискета, винчестер) несколько независимых БД с произвольной структурой. Производит все операции с записями: поиск и выборка по образцу, сортировка по любому полю, добавление, удаление, редактирование, операции с числами, произвольное оформление баз.
iS-DOS PRINTER v6.2 — программа для печати текстовых файлов с обширным собранием драйверов матричных принтеров.
Print Lux 2.0 — программа печати экранных файлов. Поддерживает изменение градации цветов, выбор части изображения экрана, независимое масштабирование по высоте и ширине.
Alpha Print — программа редактирования загружаемых шрифтов принтера и печати текстов на принтере с их использованием. Поставлялась с набором загружаемых шрифтов: математическим, астрологическим, греческим, рукописным и др.
PICASSO — Графический редактор, позволяющий работать с файлами, превышающими размер экрана ZX Spectrum, создавать и распечатывать на принтере изображения с разрешением до 2048х2048, одновременно работать с 4 файлами и переносить фрагменты картинок, шрифты большого размера и многое другое. Существует специальная версия, работающая в iS-DOS Classic.

### Прикладное
LOTUS PRINT — программа-оформитель текстовых файлов с использованием графических шрифтов высокого разрешения с максимальным размером символа 16х16 точек. Содержит конвертор, позволяющий импортировать в текст фрагменты экранных файлов. В комплект поставки входят редактор графических шрифтов (Alpha Print) и библиотека готовых шрифтов (около 30 шт.).
Записная книжка — программа работает в двух режимах.
1. Алфавитная книжка с поиском телефона и адреса по имени, поиском адреса по телефону, поиском всех проживающих на данной улице.
2. Деловой календарь-ежедневник с разбивкой записей по числам в каждом месяце.

Деловой календарь — служит для ведения ежедневных записей (до 615 знаков каждая) в течение нескольких лет. позволяет: редактировать и удалять записи, Просматривать записи за каждый месяц, находить по образцу любую информацию, распечатывать записи на принтере или переносить их на другие компьютеры.
Домашний бюджет — позволяет фиксировать доходы и расходы, автоматически генерирует подробную статистику, определяет наиболее затратные статьи расходов и прибыльные статьи доходов.
Финансы 5.0 — бухгалтерская программа. Позволяет составлять оборотный баланс, анализировать состояние счетов,
создавать отчетные формы, выполнять бухгалтерские проводки. Возможна конфигурации программы под пользователя.
Картотеки 4 и 7 — на базе СУБД «DATALOG», позволяет создавать несколько независимых картотек по 200 записей в каждой. Формат карточки в картотеке, на выбор: 4 или 7 полей данных. Возможно добавление, удаление, редактирование, просмотр, сортировка и печать карточек на принтере.
Сметы — позволяет составлять сметы и калькуляции, создавать справочники и картотеки смет, распечатывать документы на принтере, архивировать созданные базы данных.
Платёжные поручения — автоматически заполняет и печатает стандартный бланк, позволяет искать и анализировать информации в базе. Поддерживает многократный ввод данных из буфера обмена. Умеет упорядочивать платёжки по дате.
Малое предприятие — позволяет вносить сведения о закупках, расходах, количестве и ассортименте, о реализации
готовой продукции, фиксировать накладные расходы, начисление и выдачу заработной платы, расходы на приобретение оборудования. Программа позволяет составлять калькуляцию на выпускаемые изделия, определять уровень прибыли, вести учёт средств в кассе, следить за продажей готовых изделий.
Коммерческий магазин — позволяет учитывать товар принятый на комиссию, учитывать продажи товара, выплаты поставщикам, автоматическую выписку накладных, ведение журнала продаж и выплат, сбор статистической информации о работе магазина.
Магазин сезам-2 — позволяет учитывать поступающий товар, отслеживать его наличие, фиксировать приход, расход, списание товара, осуществлять сбор статистической информации по продажам, автоматически анкетировать покупателей, печатать на принтере отчетные документы.
Материальные ценности — позволяет вести учёт получения/списания мат.ценностей, выдачу и возврат.
Склад 2 — позволяет фиксировать получение, расход товара, перевод со склада на склад и выписку накладных. Составляет необходимые для контроля и отчетности документы. Всё можно распечатать на принтере.

## Распространители
- Slot Ltd (Москва) распространял iS-DOS в Москве и регионах в 1990-е, а также печатал литературу.
- Nemo (Санкт-Петербург) распространял iS-DOS по территории бывшего СССР до 2004 года, а также выпускал электронный сборник статей Открытые письма (Open Letters).
- iS-DOS Support Team (Саратовская область) распространяет iS-DOS по территории бывшего СССР и выпускает электронное издание iS-Files.
- NedoPC распространяет TASiS бесплатно.

## Технология запуска iS-DOS
iS-DOS, как и некоторые другие операционные системы на базе интерфейса Beta Disk, использует для своего запуска механизм переполнения буфера.
При выполнении любой команды (в том числе пустой) TR-DOS (встроенная ОС интерфейса Beta Disk) предпринимает попытку чтения сектора 9 на 0 дорожке, в котором содержится информация о диске. Если размер сектора оказывается больше принятого в TR-DOS (256 байт, у iS-DOS — 1024 байта), то память за буфером, в которой, кроме всего, располагается область информации о каналах ввода-вывода (с адресами обработчиков), оказывается затертой считанными данными. При попытке выдать ошибку (через канал вывода на дополнительный экран) TR-DOS передает управление загрузчику операционной системы, адрес которого попал в поле адреса соответствующего обработчика в результате переполнения.
Именно поэтому сектора на дорожке диска в файловой системе iS-DOS нумеруются 1, 2, 3, 4 и 9.
Использование такого трюка позволяет обойти отсутствие в TR-DOS запуска и, в частности, автозапуска программ в машинных кодах. TR-DOS поддерживает запуск и автозапуск лишь BASIC-программ, которые, при необходимости, могут загрузить и запустить программу в машинных кодах.

## Сайты
- Virtual TR-DOS
- Сайт поддержки ATM Turbo
- Программы для iS-DOS от Михаила Уланова